# Bienville (Oise)
Bienville település Franciaországban, Oise megyében. Lakosainak száma 489 fő (2022. január 1.). Bienville Clairoix, Coudun és Margny-lès-Compiègne községekkel határos.

## Népesség
A település népességének változása:
| Lakosok száma | 455  | 451  | 503  | 442  | 448  | 453  | 452  | 453  | 489  |
|               | 2013 | 2015 | 2016 | 2017 | 2018 | 2019 | 2020 | 2021 | 2022 |